# Deroserica compressicrus
Deroserica compressicrus är en skalbaggsart som beskrevs av Moser 1915. Deroserica compressicrus ingår i släktet Deroserica och familjen Melolonthidae. Inga underarter finns listade i Catalogue of Life.